# جيمي بلاكلي
جيمي الكسندر بلاكلي (بالإنجليزية: Jamie Blackley)‏ (من مواليد 8 يوليو 1991) ممثل إنجليزي، كان ظهوره الأول على مسرح لندن بمسرحية (Spring Awakening)، لكن تعد نقطة انطلاقه في فيلم الجريمة تريد مني أن قتله؟ عام 2013، وأيضًا فيلم السلطة الخامسة (2013).

## نشأته
وُلد بلاكلي في دوغلاس ، جزيرة مان ، ونشأ في لندن ، إنجلترا ، مع والده مارتن ، ووالدته مارينا ، وأخته الكبرى هولي-آنا. كان أول ظهور رئيسي له هو هانشن في إنتاج لندن المسرحي لصحوة الربيع. كان لبلاكلي دور صغير مثل إيان في فيلم الحكاية الخيالية / المغامرة والحركة سنو وايت وهنتسمان (2012) ، لكن بعض أدواره السينمائية الأكثر بروزًا تشمل مارك في فيلم الإثارة أنت تريدني لكي اقتله؟ (2013) ، سيجوردور ثوردارسون في فيلم الإثارة المقاطعة الخامسة (2013) ، وآدم وايلد في الدراما الرومانسية لو بقيت (2014). لعب فريدي هاميلتون في The Halcyon.

## روابط خارجية
- جيمي بلاكلي على موقع IMDb (الإنجليزية)
- جيمي بلاكلي على موقع ألو سيني (الفرنسية)
- جيمي بلاكلي على موقع أول موفي (الإنجليزية)
- جيمي بلاكلي على موقع قاعدة بيانات الفيلم (الإنجليزية)
- جيمي بلاكلي على موقع كينوبويسك (الروسية)
- جيمي بلاكلي at the United Agents
- jamieblackley على تويتر.
- جيمي بلاكلي على إنستغرام